# Жёлтое знамя
[Исконно] Жёлтое Знамя (正黃旗) — одно из восьми знамён маньчжурских вооружённых сил и общества во времена династий Поздняя Цзинь и Цин в Китае. Жёлтое знамя было одним из трёх «верхних» знамённых армий под непосредственным командованием самого императора и одним из четырёх знамён «правого крыла». Простое жёлтое знамя было первоначальным знаменем, которым лично командовал Нурхаци. Простое жёлтое знамя и Жёлтое знамя с каймой были отделены друг от друга в 1615 году, когда войска первоначальных четырёх знамённых армий (Жёлтое, Синее, Красное и Белое знамёна) были разделены на восемь путём добавления варианта с каймой к дизайну каждого знамени. После смерти Нурхаци его сын и преемник Хунтайцзи стал ханом и взял под свой контроль оба жёлтых знамени. Позже император Шуньчжи принял Белое знамя после смерти своего регента и дяди Доргоня, которому оно ранее принадлежало. С этого момента император напрямую контролировал три «верхних» знамени (Жёлтое, Жёлтое с каймой и Белое), в отличие от пяти других «нижних» знамён.
Флаг Простого Жёлтого Знамени со временем стал основой Флага династии Цин.

## Известные люди
- Сонин (регент) (1601—1667), один из четырёх регентов Цинской империи в 1661—1667 годах
- Принц Юнси (1680—1726), восьмой сын императора Канси
- Цишан (1786—1854), монгольский дворянин и чиновник империи Цин
- Супруга Шу (1728—1777), одна из жён императора Цяньлуна
- Тулишэнь (1667—1741), маньчжурский чиновник и дипломат империи Цин
- Императрица Сяогонжэнь (1660—1723), супруга императора Канси
- Цзу Дашоу (китаец)
- Гэн Чжунмин (китаец)
- Тянь Вэньцзин (китаец)

## Известные кланы
- Хешери
- Гэн
- Зу
- Тиан
- Клан Нара
- Аян Гёро
- Уя
- Борджигин
- Шумуру
- Магия
- Донгго
- Янджа
- Чэнь
- Вумит
- Чжэн
- Чжоу
- Ван
- Ли
- Эджо